# Trikarbonyl (cyklobutadien)železa
Trikarbonyl (cyklobutadien)železa je organická sloučenina se vzorcem Fe(C4H4)(CO)3, používaná v organické chemii jako zdroj cyklobutadienu, který nemůže být připraven přímo.

## Příprava a struktura
Tuto látku poprvé připravil R. Pettit v roce 1965 reakcí 3,4-dichlorcyklobutenu a nonakarbonylu diželeza:
C4H4Cl2 + 2 Fe2(CO)9 → (C4H4)Fe(CO)3 + 2 Fe(CO)5 + 5 CO + FeCl2
Vazby C-C mají v této molekule délku 142,6 pm.

## Vlastnosti
Oxidační dekomplexace cyklobutadienu se provádí působením dusičnanu amonno-ceričitého na trikarbonyl. Uvolněný cyklobutadien je zachycován chinonem, který funguje jako dienofil.
Trikarbonyl (cyklobutadien)železa vykazuje aromaticitu, což je patrné v několika jeho reakcích, které lze považovat za elektrofilní aromatické substituce; vstupuje do Friedelovy–Craftsovy reakce s acetylchloridem a chloridem hlinitým za vzniku acylového derivátu 2, s formaldehydem a kyselinou chlorovodíkovou na chlormethylový produkt 3, Vilsmeierovy-Haackovy reakce s N-methylformanilidem a trichloridem fosforylu za tvorby formylového 4 a Mannichovy reakce za vzniku aminového derivátu 5.
Mechanismus těchto reakcí je stejný jako u klasických elektrofilních aromatických substitucí:

## Podobné sloučeniny
V roce 1960 byl připraven (C4Ph4)Fe(CO)3 reakcí pentakarbonylu železa s difenylacetylenem.
S trikarbonylem (cyklobutadien)železa je izoelektronický trikarbonyl (butadien)železa.